# Olu Jacobs
Olu Jacobs, de son nom complet Oludotun Baiyewu Jacobs, né le 11 juillet 1942, est un acteur et réalisateur nigérian. Il a joué dans plusieurs séries télévisées britanniques et dans des films internationaux. Olu Jacobs a été salué par beaucoup comme l'un des plus grands et des plus respectés acteurs africains de sa génération. Avec Pete Edochie, il est considéré par plusieurs médias, commentateurs de cinéma, critiques et autres acteurs comme l'un des acteurs africains les plus influents de tous les temps, et est largement considéré comme une icône culturelle. Il est considéré comme le pont entre les anciens acteurs et les nouveaux.
Jacobs a fait sa marque dans l'industrie cinématographique du Nigeria, Nollywood. Avec plus de 40 ans d'expérience en tant qu'acteur, il est considéré comme un pont entre l'ancienne et la nouvelle race d'acteurs. Formé à la Royal Academy of Dramatic Arts, en Angleterre, il a travaillé avec divers théâtres de répertoire en Grande-Bretagne et a joué dans des films internationaux.
En 2007, il a remporté l'Africa Movie Academy Award du meilleur acteur dans un rôle principal,,. Olu Jacobs s'est distingué comme un parrain de Nollywood, ouvrant la voie à la réussite de nombreux acteurs et actrices émergents du secteur. Sa passion pour la comédie lui a été inspirée par le concert annuel du réalisateur légendaire Hubert Ogunde, qui se tenait à l'hôtel Colonial de Kano. Il s'est ensuite rendu en Angleterre où il a étudié la comédie à la Royal Academy of Dramatic Arts de Londres. Il a été décrit comme "l'un des meilleurs acteurs de Nollywood, le meilleur interprète de rôles et le meilleur manipulateur de mots". Pour son dévouement à sa carrière d'acteur qui s'étend sur plus de cinq décennies, il a été honoré du prix du mérite de l'industrie pour ses réalisations exceptionnelles en tant qu'acteur lors des 2013 Africa Magic Viewers Choice Awards'. En outre, l'AMAA lui a décerné son Lifetime Achievement Awards en 2016.
Olu Jacobs est marié à l'actrice Joke Silva. Le couple a fondé et gère le Lufodo Group, une société de médias qui comprend la production de films, des actifs de distribution et la Lufodo Academy of Performing Arts.

## Biographie
Oludotun Baiyewu Jacobs est né de parents originaires d'Egba Alake. Il passe sa petite enfance à Kano et fréquente la Holy Trinity School, où il est membre des sociétés de débat et de théâtre. Il a eu envie de tenter sa chance en tant qu'acteur lorsqu'il a assisté à l'un des concerts annuels du chef Hubert Ogunde à l'hôtel Colonial de Kano.
En Angleterre, Jacobs a suivi une formation à la Royal Academy of Dramatic Art de Londres. Il apparaît ensuite dans diverses émissions et séries télévisées britanniques dans les années 1970 (notamment The Goodies, Till Death Us Do Part, Barlow at Large, The Venturers, Angels, 1990, The Tomorrow People et The Professionals). En 1978, il joue le rôle du président Mageeba dans la présentation par Michael Codron de la pièce Night and Day de Sir Tom Stoppard.
Dans les années 1980, Jacobs apparaît dans plusieurs films internationaux, dont le film de guerre The Dogs of War de John Irvin, la comédie d'aventure Pirates (1986) de Roman Polanski et le film d'aventure familial Baby : Secret of the Lost Legend (1985). À la télévision, il a fait partie de la distribution de la série The Witches and the Grinnygog de TVS.
Jacobs a ensuite joué dans plus de 120 films de Nollywood. Il est considéré comme l'un des meilleurs acteurs nigérians de Nollywood.

## Vie privée
Jacobs est marié à l'actrice de Nollywood Joke Silva depuis 1989. Ils ont des enfants. Interrogé sur la raison pour laquelle sa femme porte toujours son nom de jeune fille, Jacobs a répondu : "Elle est sa propre personne. Lorsque je l'ai rencontrée, elle était une actrice connue sous le nom de Joke Silva, alors pourquoi le fait de m'épouser maintenant la priverait, elle et son public, de son nom. Elle est Mlle Joke Silva qui est Mme Joke Jacobs. C'est aussi simple que cela. Les gens commencent maintenant à dire ce qu'ils veulent. Ils ont même écrit que nous étions séparés et toutes sortes de choses. Lorsqu'elle travaille, elle est Joke Silva mais elle est Mme Joke Jacobs à la maison ". La rumeur veut qu'Olu Jacob soit mort en 2021, mais il s'est rendu à l'Afriff en novembre 2021, où il a reçu le Lifetime Achievement Award. Sa femme Joke Silva a révélé plus tard son état de santé dans une interview avec Chude Jideonwo : il est atteint de démence à corps de Lewy.

## Récompenses
Olu Jacobs a reçu le prestigieux Industry Merit Award pour ses réalisations exceptionnelles en tant qu'acteur lors des Africa Magic Viewers Choice Awards 2013.